# Mitterwasser
Das Mitterwasser ist ein Altarm der Donau bei Linz in Oberösterreich.

## Verlauf und Hydrographie
Das Mitterwasser ist ein ehemaliger rechter Nebenarm der Donau im Linzer Feld bei Ebelsberg und Enns, der früher schiffbar war. Er wurde durch die Traun-und-Donau-Regulierung vom Wasserlauf abgeschnitten und ist teilweise verlandet.
Heute entspringt das Mitterwasser als Überlauf des Großen Weikerlsees, einem Baggersee der 1940er Jahre direkt an der Traunmündung bei der SolarCity, im Katastralgebiet von Posch. Es nimmt dann das Überwasser des Weikersee-Rückhaltebeckens, das zwischen Großem und Kleinem Weikerlsee liegt, und den Aumühlbach von Ebelsberg her auf. Dann verläuft es am Rand der Donauauen zum Ausee, den es aber passiert. Hier mündet der alte Ipfbach, der von Asten über Raffelstetten führt. Dann teilt sich das Mitterwasser in einen südlichen und einen nördlichen Zweig; zu letzterem gibt es noch ein weiteres Nebengerinne. Der südliche Zweig fließt mit dem (neuen) Ipfbach zusammen, kurz danach fließen die nördlichen Zweige wieder zu. Schon nördlich von Lorch, bei Kronau, mündet das Mitterwasser (respektive der Ipfbach) in die Donau.
Bis zum Ipfbach hat das Mitterwasser etwa 6 Kilometer Länge, bis zur Mündung in die Donau sind es weitere 2 km.
Die Breite des Altarms bewegt sich heute im Bereich von 10 bis maximal 70 m, die Tiefe beträgt etwas über 1 m, das Gefälle auf 8 km Lauf nur 5 Höhenmeter.
Durch die Regulierung und Eindeichung der Donau gehören die ganzen Traun-Donau-Auen zum Einzugsgebiet des Mitterwassers. Von den Weikerlseen bis Höhe Raffelstetten ist das Mitterwasser rechtsufrig (südlich) von einem Hochwasserschutzdamm begleitet.

## Geschichte
Das Mitterwasser war früher nicht der südlichste Nebenarm der Donau, es gab noch im 18. Jahrhundert einen älteren Nebenlauf, der direkt vor Raffelstetten, Ipfdorf und beim heute abgekommenen Astener Ort Fisching (Raum Kläranlage) verlief. Dieser Arm kam wohl noch früher als Teil des Mündungsästuars der Traun über den mittleren Aumühlbach und die Altau unmittelbar von Ebelsberg. In Raffelstätten lag im früheren Mittelalter die bedeutende Lände, an der die Zillen, die mit dem Salzkammergut-Salz die Traun herunterkamen, zum Weitertransport auf der Donau oder für die Überfuhr auf das nördliche Donauufer umgeladen wurden (siehe Raffelstettener Zollordnung, um 900).
Wegen der früher in Strommitte verlaufenden Grenze des Mühlviertels gehören die linksufrigen Gebiete teilweise zum Bezirk Perg (Gemeinde Luftenberg).

## Ökologie
Das Mitterwasser ist ein ökologisch wertvolles Augewässer. Seine Ufer sind stellenweise stark verschilft, sonst von Auwald gesäumt, teils reichen Äcker bis dicht ans Ufer. Die Gewässersohle ist je nach örtlicher Strömung kiesig bis schlammig.
Das Augewässer ist Lebensraum zahlreicher heimischer Wasservogelarten (Blässhühner, Schwäne, Stockenten, Graureiher, Reiherenten, Hauben- und Zwergtaucher, Eisvogel) und Libellen (Vierfleck, Mosaik- und Azurjungfer, Pracht-, Plattbauch-, Pech- und Heidelibelle). Teils finden sich ausgedehnte Decken der Gelben Teichrose. Besonderheiten sind auch Wasserschlauch und Wasserfeder. Der den Hochwasserdamm außen begleitende langgestreckte Seichtwassertümpel ist ein wichtiges Amphibienbiotop, mit Laub-, Spring-, Wasser-, Teich- und Seefrosch, Erdkröte und Gelbbauchunke.
Das Mitterwasser bildet den Kernbereich im Ostteil des Naturschutz- und Europaschutzgebietes (FFH) Traun-Donau-Auen, das sich aber nur bis zur Linzer Stadtgrenze ausdehnt. Die restlichen Teile des Mitterwassers stehen abgesehen vom prinzipiellen Gewässerschutz (50-m-Zone) nicht unter speziellem Schutz.
Dort, wo früher Fisching lag, befindet sich die Kläranlage Linz-Asten, deren Auslauf dann zum Mitterwasser geht.